# Surround
Il surround (dal verbo inglese "to surround", in italiano "circondare", o più propriamente "avvolgere") è l'informazione sonora che in una tecnica di riproduzione/registrazione del suono (ad esempio la quadrifonia) costituisce il fronte sonoro alle spalle dell'ascoltatore. Il surround, in abbinamento al fronte sonoro anteriore, ha lo scopo di collocare l'ascoltatore al centro della scena sonora, offrendo quindi la possibilità di un maggior realismo sonoro, in quanto normalmente in natura il suono raggiunge l'ascoltatore da ogni direzione.

## Ambiti di impiego
Il surround è utilizzato nel cinema nell'home video, nell'home cinema, nell'home audio, nell'home theater e nell'home entertainment.

## Implementazione
Normalmente il surround è implementato mediante audio multicanale nel quale uno o più canali audio sono destinati ad essere riprodotti da diffusori acustici posizionati, secondo prestabilite regole, alle spalle dell'ascoltatore, canali audio che sono chiamati canali surround. Ma sono state sviluppate anche tecnologie in grado di ottenere il medesimo risultato senza l'utilizzo di diffusori posizionati alle spalle dell'ascoltatore. Tali tecnologie, basate su principi di psicoacustica e utilizzanti dei DSP, vengono utilizzate in fase di riproduzione dell'audio e possono essere distinte in due categorie: nella prima categoria rientrano quelle tecnologie che si applicano all'audio multicanale dotato di surround (un esempio di tali tecnologie è il Dolby Virtual Speaker), nella seconda categoria rientrano invece quelle tecnologie che si applicano all'audio non dotato di surround (normalmente l'audio stereofonico). Le tecnologie appartenenti alla prima categoria utilizzano quindi un surround precedentemente creato, mentre le tecnologie appartenenti alla seconda categoria creano in tempo reale il surround durante la fase di riproduzione dell'audio.
I risultati migliori ovviamente si hanno con l'audio multicanale dotato di surround in quanto si elabora un audio rappresentante suoni a cui già in origine è stata data una determinata collocazione spaziale con precisione direttamente proporzionale al numero di canali audio utilizzati. Le tecnologie che si applicano all'audio non dotato di surround non sono in grado di fornire la medesima precisione spaziale dei suoni e non vanno oltre la creazione di quelli che sono chiamati effetti d'ambiente cioè la simulazione del riverbero del suono in un determinato ambiente di ascolto (teatro, stadio, ecc.).

## Standard audio che prevedono il surround
Standard audio che prevedono il surround sono i seguenti:
- Dolby Stereo
- Dolby Stereo Spectral Recording
- Dolby Surround
- Dolby Surround Pro Logic II
- Dolby Digital
- Dolby Digital Surround EX
- Dolby Digital Plus
- Dolby TrueHD
- DTS
- DTS-ES
- DTS-HD Master Audio